# Gilets noirs
Les Gilets noirs sont un collectif composé majoritairement de personnes immigrées sans papiers dont l'objectif est la régularisation administrative de toutes les personnes migrantes en France ainsi que des logements décents et des conditions de vie dignes.

## Formation et revendications
Le mouvement des Gilets noirs a été créé en novembre 2018 en Île-de-France.  
Il est composé de personnes qui se définissent comme « immigrés avec ou sans papiers, fils et filles d'immigrés et personnes solidaires, habitants des foyers et locataires de la rue » originaires pour la plupart de foyers de travailleurs africains,.  
Les Gilets noirs se sont fait connaître du grand public en juillet 2019 lors de l'investissement du Panthéon par le collectif, en collaboration avec le collectif La Chapelle debout et l'association Droits devant !, pour demander un rendez-vous avec le Premier ministre Edouard Philippe afin de faire entendre leurs revendications.
Cette occupation symbolique est nommée « Gilets noirs cherchent Premier ministre » et s'accompagnera d'une tribune dans le quotidien Libération.
Parmi ces revendications, la régularisation collective de leur statut administratif sur le territoire français, l'accès à des logements décents sans mise en danger de leur sécurité et leur santé, l'arrêt des expulsions et obligations de quitter le territoire français (OQTF), la fin de l'exploitation via le travail au noir ainsi que la liberté de circuler et de s'installer,.
À la suite du confinement mis en place en France lors de la pandémie de coronavirus, les Gilets noirs ont dénoncé les conditions insalubres des foyers de travailleurs et l'impossibilité de faire respecter les gestes barrières notamment en organisant une grève des loyers pour forcer les administrateurs de foyers à désinfecter les foyers et fournir les résidents en produits sanitaires.

## Actions du collectif
(juin 2020).
- novembre 2018 : manifestation de 400 personnes contre les centres de rétention[5]
- décembre 2018 : occupation de la Comédie française par 700 participants pour obtenir un rendez-vous avec le ministère de l’Intérieur[5]
- janvier 2019 : manifestation devant la préfecture de Paris rassemblant 1500 personnes pour demander leur régularisation[5]
- mars 2019 : participation à la marche contre le racisme d’État et les violences policières[5]
- mai 2019 : blocage du terminal 2F d’Air France à l'aéroport de Paris-Charles-de-Gaulle pendant plus de quatre heures en opposition aux expulsions des personnes migrantes[5]
- juin 2019 : occupation du siège du groupe de restauration collective Elior à la Défense pour dénoncer le travail au noir pratiqué par cette société[5]
- juillet 2019 : occupation symbolique du Panthéon à Paris[5],[9]
- juillet 2019 : participation à la marche contre les violences policières en mémoire d'Adama Traoré à Beaumont-sur-Oise[9]
- mai 2020 : participation à la marche des solidarités place de la République à Paris

## Soutiens publics
Les Gilets noirs ont été soutenus publiquement par de nombreuses associations comme, entre autres, Act Up-Paris, Action antifasciste Paris-Banlieue, le syndicat Asso Solidaires, l'association Femmes Plurielles, l'Association Marocaine des Droits Humains (AMDH), le collectif Mwasi, l'association des travailleurs maghrébins de France.
Des personnalités publiques et élus politiques comme le député Éric Coquerel, le conseiller de Paris David Belliard ou la sénatrice Esther Benbassa ont également exprimé leur soutien envers le collectif.